# شيبا كوكان
شيبا كوكان (باليابانية: 司馬 江漢) ولد عام 1747 وتوفي في 19 تشرين الثاني-نوفمبر عام 1818م، وهو رسام ياباني كمختص في مجال الطباعة التصويرية أوالنقل التصويري من خلال الرسم عاش في فترة إيدو، اشتهر بالنمط الغربي في رسم اللوحات كما كان له اسهامات هامة في مجال الفلك.

## معرض صور

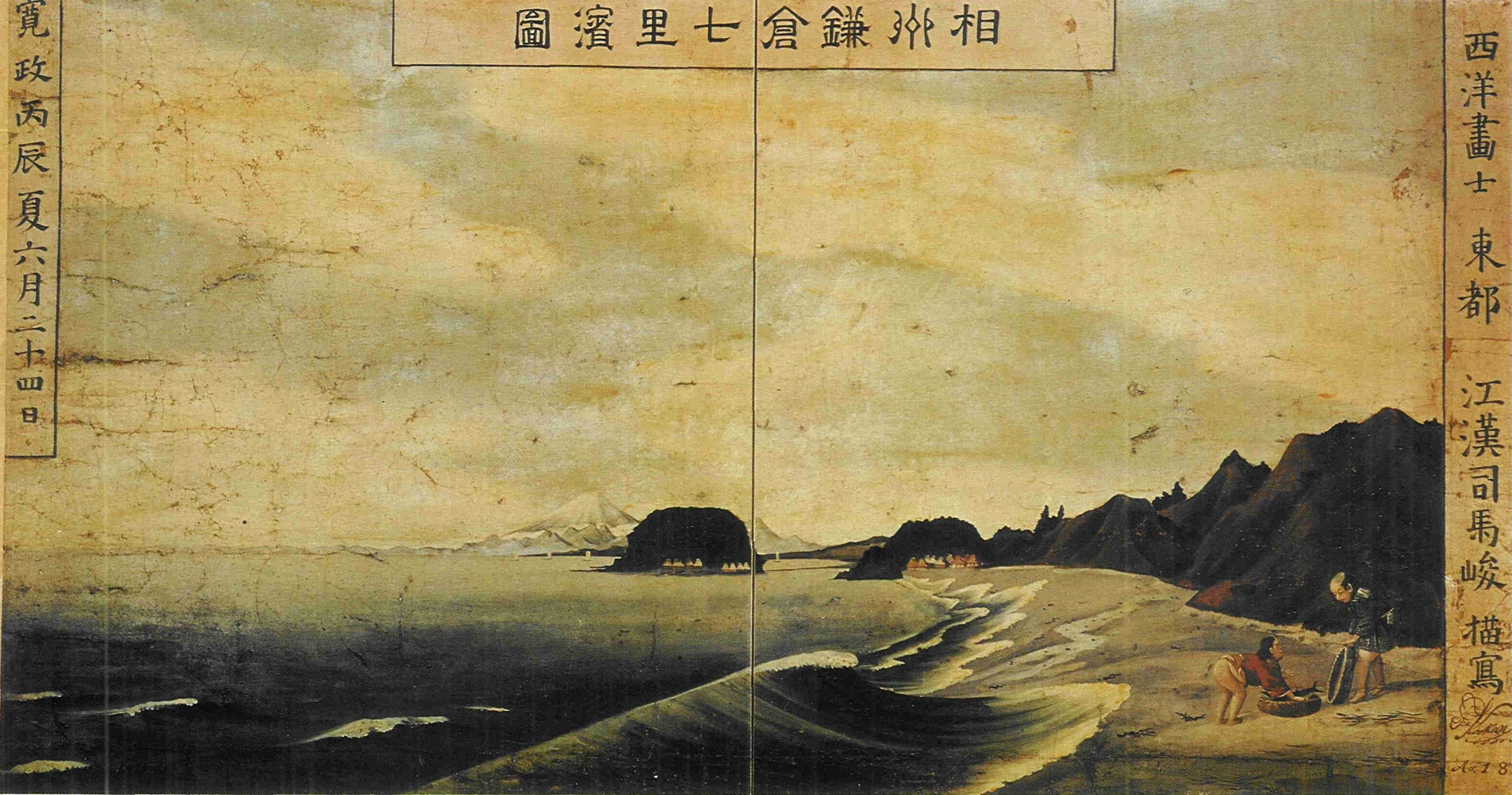
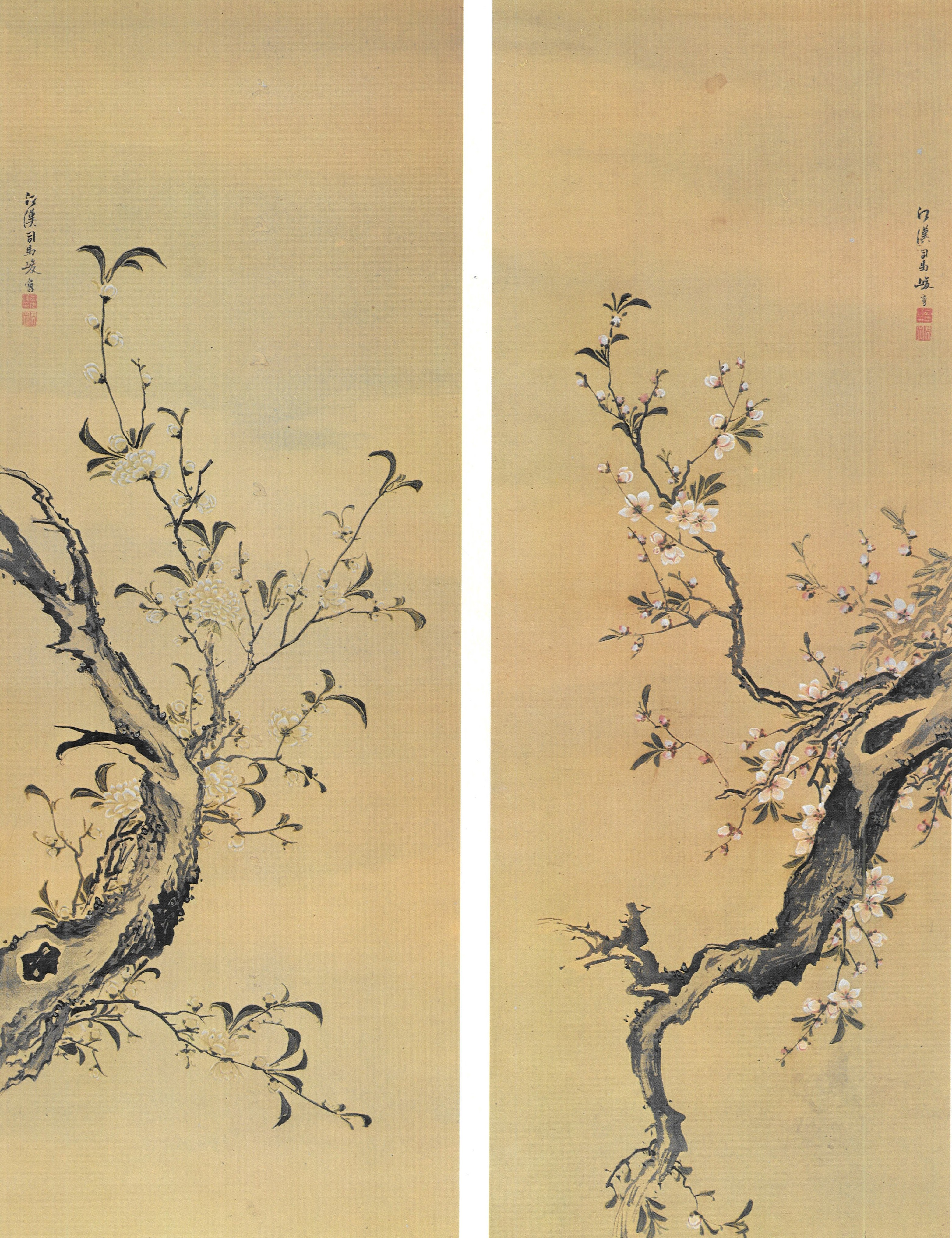
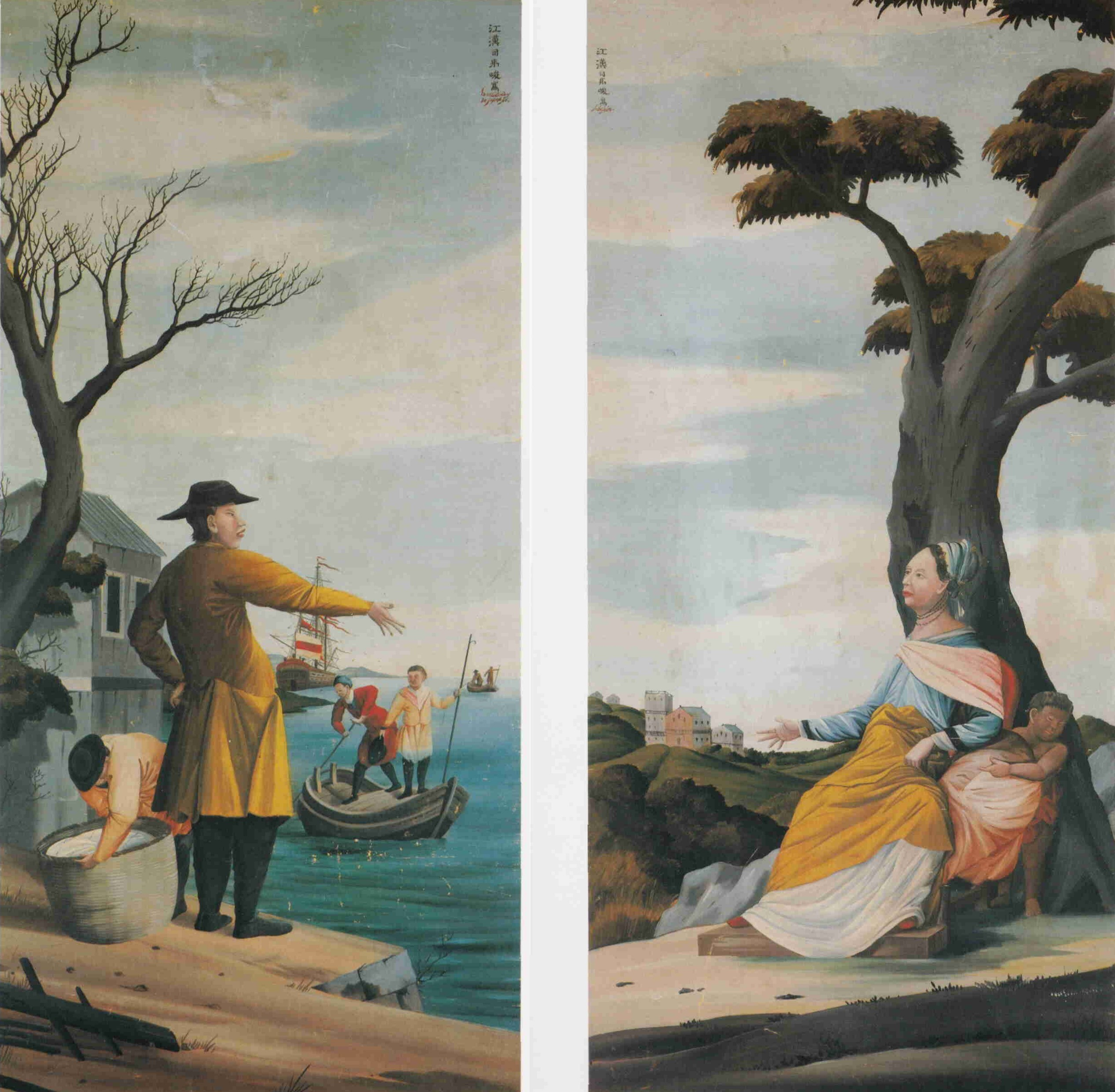
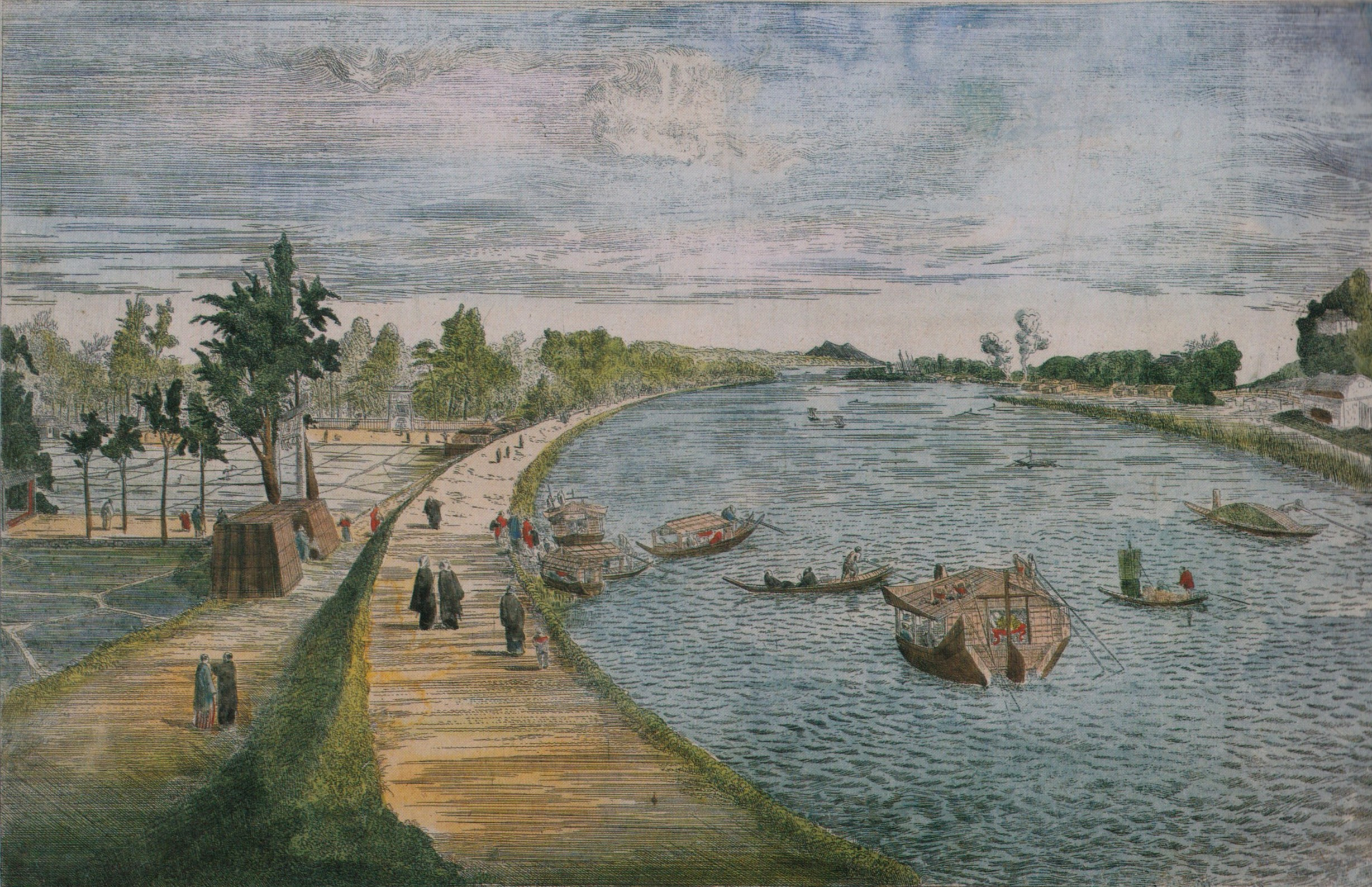
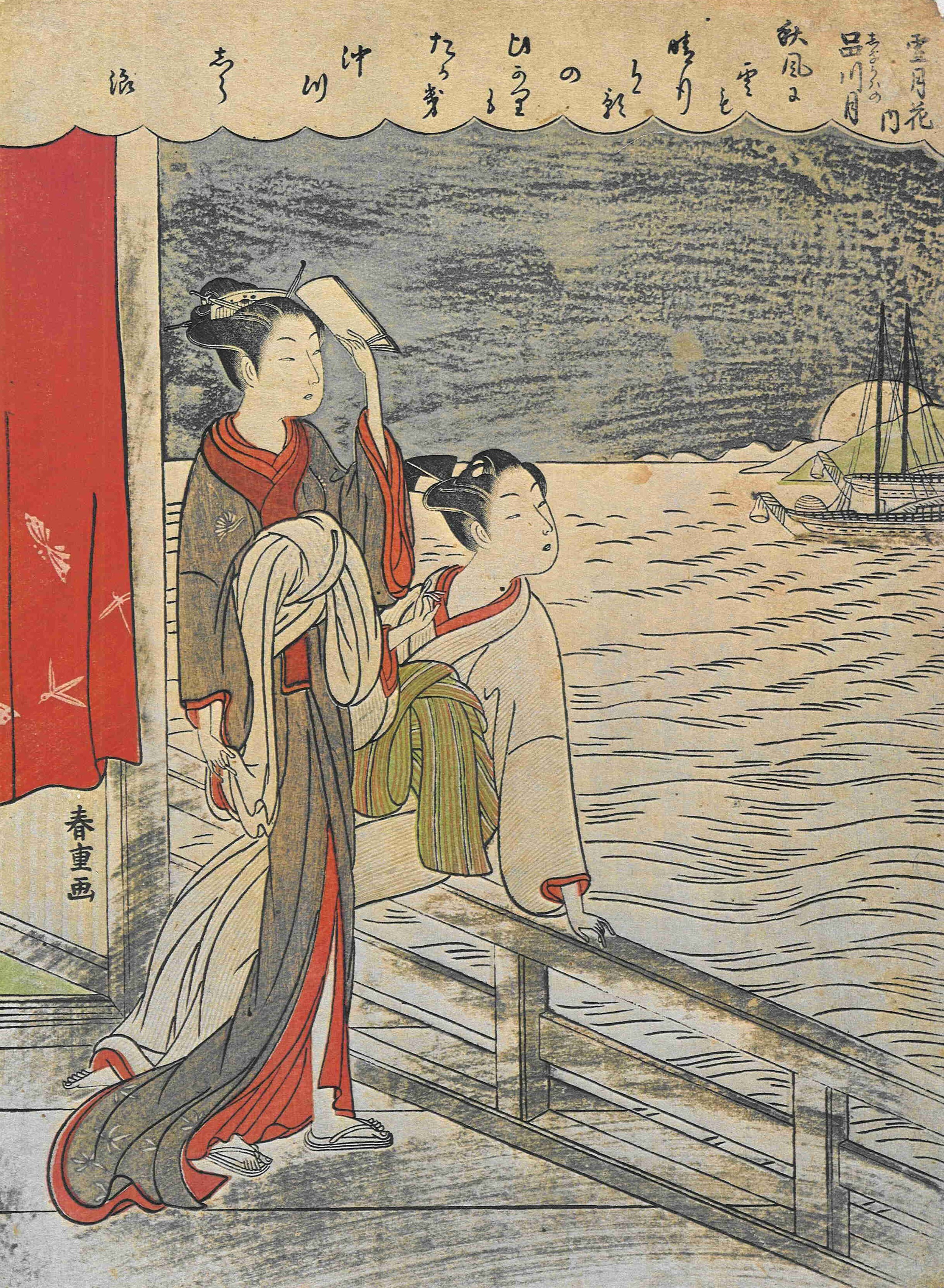
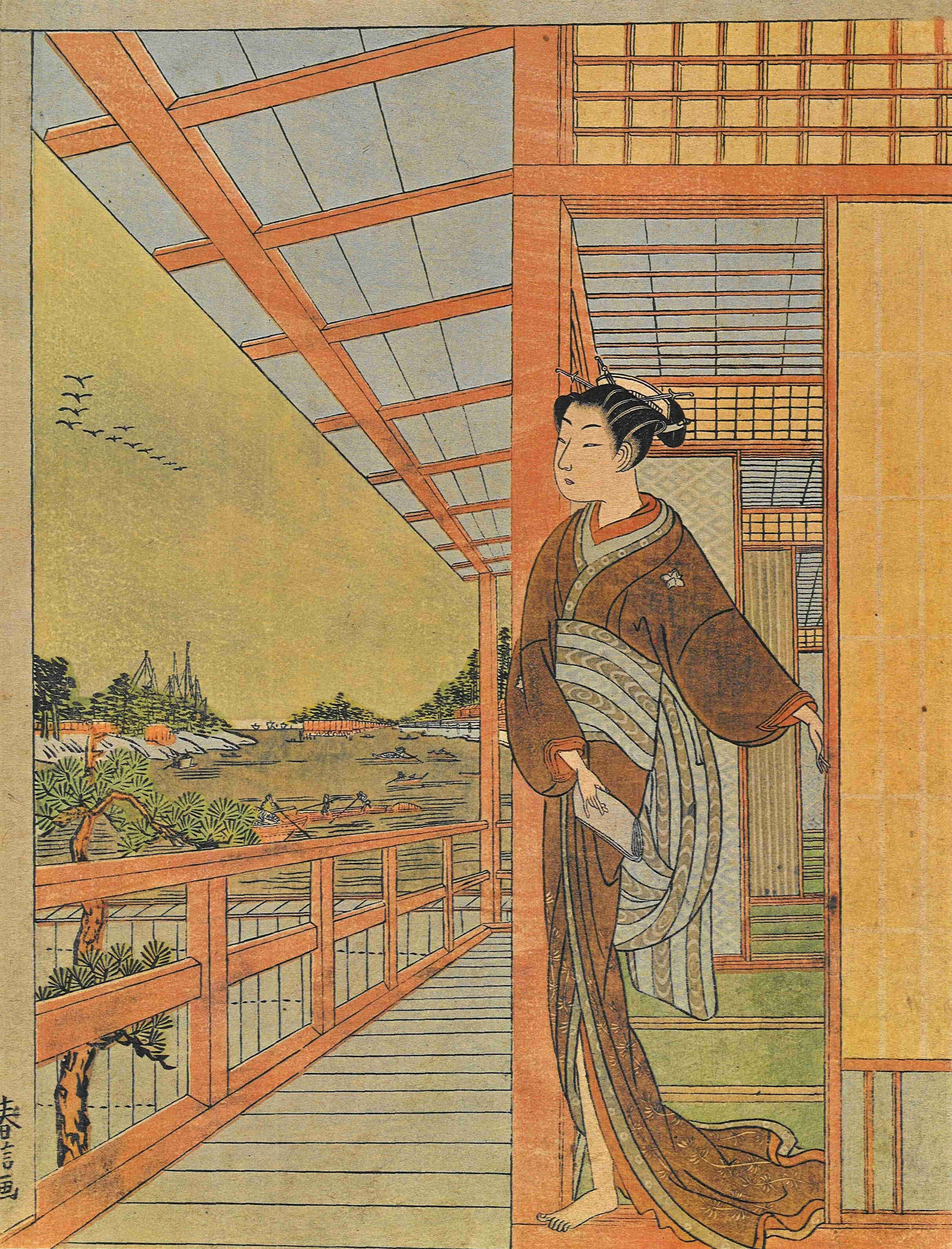

## روابط خارجية
- شيبا كوكان على موقع الموسوعة البريطانية (الإنجليزية)